# The Notebook (novela)
The Notebook es una novela romántica de 1996 escrita por Nicholas Sparks. La obra fue adaptada al cine con el mismo título en 2004 por Nick Cassavetes.

## Novela por Sparks
Fue la primera novela publicada por Nicholas Sparks, y la tercera escrita después de The Passing y The Royal Murders, que no publicó. Él lo escribió en un período de seis meses en 1994. La agente Theresa Park descubrió a Sparks después de recoger un libro de su agencia. Park se ofreció para representarlo. En octubre de 1995, Park obtuvo un anticipo de $1 millón para el libro de Time Warner Book Group, y la novela fue publicada en octubre de 1996. Estuvo en la lista de New York Times como uno de los libros más vendidos en su primera semana de lanzamiento. Fue un best seller de tapa dura por más de un año.
En entrevistas, Sparks dijo que estuvo inspirado para escribir la novela por los abuelos de su esposa, que habían estado casados por más de 60 años, cuando él los conoció. En The Notebook, él trató de expresar el amor de esa pareja.